# AerianTur-M
AerianTur-M era una compagnia aerea con sede a Chişinău, Moldavia, che operava servizi charter passeggeri e merci verso il Medio Oriente dalla sua base all'aeroporto internazionale di Chişinău. La società era stata fondata nel 1996 ed ha cessato di esistere nel 2007.

## Incidenti
Il 9 gennaio 2007 34 persone rimangono uccise quando un Antonov An-26, con a bordo soprattutto lavoratori turchi col compito di costruire un nuovo hangar presso la Joint Base Balad, in Iraq, si schianta durante il tentativo di atterrare a Balad. I funzionari hanno affermato che l'incidente era stato causato dalla nebbia, ma i testimoni e l'esercito islamico in Iraq sostengono che è stato abbattuto da un missile.

## Flotta
La flotta di AerianTur-M a marzo 2007 comprendeva i seguenti aerei:
- 1 Antonov An-12
- 2 Antonov An-26